# Capitão Furacão
Capitão Furacão foi um programa infantil de sucesso apresentado pela TV Globo entre os anos de 1965 e 1970, tendo sua primeira transmissão no primeiro dia de TV Globo, 26 de abril de 1965, com o lema "Sempre alerta e obediente!". É considerado um precursor do formato dos programas infantis que lhe sucederam.
O Programa éra exibido os desenhos animados como: Os Herculoides,Roger Ranget,Peter Potamus,Barney Google,Super Heróis Marvel e etc.(O programa também exibe séries antigos)
O personagem Capitão Furacão era interpretado pelo ator Pietro Mário.
Capitão Furacão também costuma ser lembrado por ter sido o programa que em 1966, promoveu entre as crianças a atriz Elizângela, que depois trabalhou na Globo no Show da Cidade em 1967.